# 環架鎖定
環架鎖定（英語：Gimbal lock），也稱為萬向節鎖定，是使用动态欧拉角表示三維物体透過平衡環架旋转時會出現的問題。

## 簡介
欧拉角有两种：

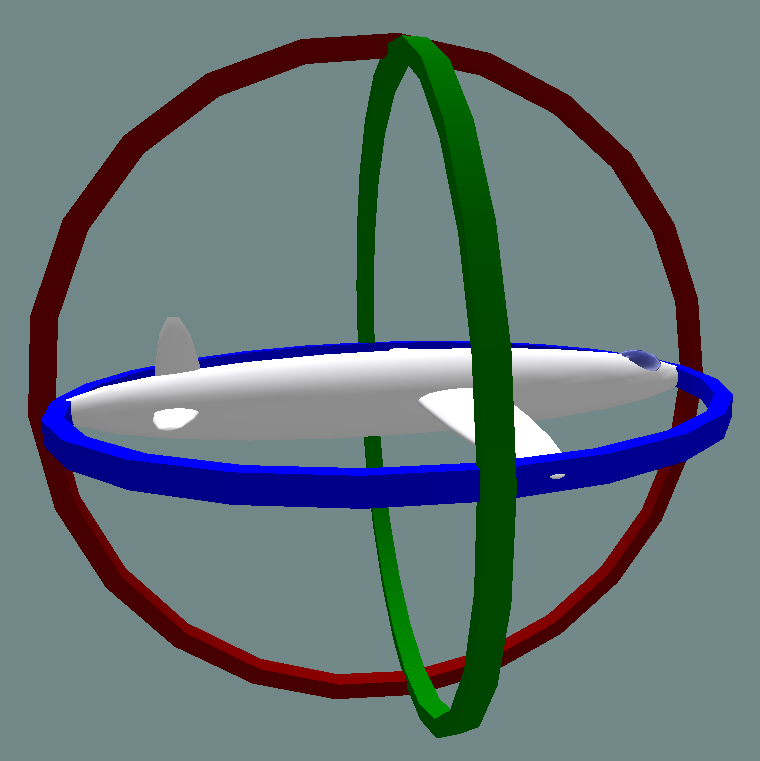
正常狀態：三個獨立的旋轉軸

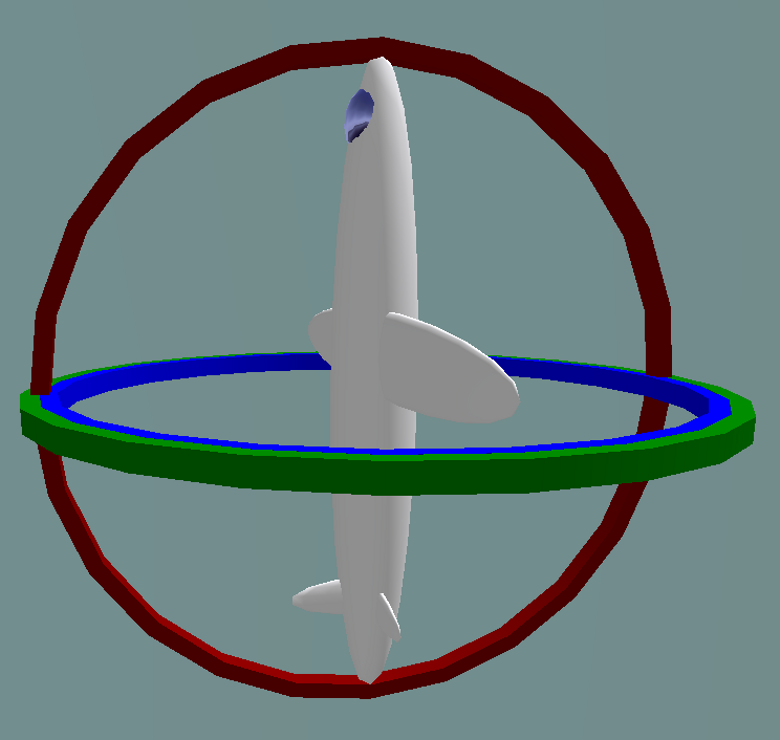
萬向鎖：一旦選擇±90°作為俯角，就會導致第一次旋轉和第三次旋轉等價，整個旋轉表示系統被限制在只能繞豎直軸旋轉，丟失了一個表示維度。

- 静态：即绕世界坐标系三个轴的旋转，由于物体旋转过程中坐标轴保持静止，所以称为静态。
- 动态：即绕物体坐标系三个轴的旋转，由于物体旋转过程中坐标轴随着物体做相同的转动，所以称为动态。

使用动态欧拉角会出现万向锁现象；静态欧拉角不存在万向锁的问题。
在动态欧拉角的一次旋转中，需要按照固定的顺序分别绕x、y、z三个轴旋转一次，假设顺序为x-y-z。
在一次旋转中，当按x轴旋转时，y、z轴不动；当按y轴旋转时，为保持x轴在物体坐标系的对应位置，x轴会随物体旋转，z轴不动；同理，当按z轴旋转时，x、y轴随物体旋转。
因此，当绕y轴旋转角度为90°时，此次旋转中x轴与z轴重合（见右图“万向锁”），导致此次旋转无法按原顺序旋转至某些方向，这就是万向锁问题。
事實上，一旦選擇±90°作為第二次旋转的角度，就會導致第一次旋轉和第三次旋轉等價，整個旋轉表示系統被限制在只能繞豎直軸旋轉，丟失了一個表示維度。這種角度為±90°的第二次旋轉使得第一次和第三次旋轉的旋轉軸相同的現象，稱作萬向鎖。